# Rallicula rubra
La rallina castana o rallina castana della Nuova Guinea (Rallicula rubra Schlegel, 1871) è un uccello della famiglia dei Sarotruridi originario della Nuova Guinea.

## Tassonomia
Attualmente vengono riconosciute tre sottospecie di rallina castana:
- R. r. rubra Schlegel, 1871 (Nuova Guinea occidentale);
- R. r. klossi (Nelson, 1904) (Nuova Guinea centro-occidentale);
- R. r. telefolminensis (Nelson, 1904) (Nuova Guinea centrale).

## Descrizione
Questo rallo di piccole dimensioni (18–23 cm di lunghezza e 66-81 g di peso) ha il piumaggio quasi completamente castano-rossastro, con la nuca e la parte posteriore del collo nerastre a causa dell'estremità più scura delle piume ivi presenti. L'asse centrale delle piume del dorso è nerastro, mentre l'alula è nerastra e barrata di bianco. Le copritrici alari e le remiganti sono bruno-nerastre con delle barre bianche sulle filettature interne. La coda è rosso-castana uniforme. La parte inferiore delle ali e le penne ascellari presentano una colorazione marrone scuro con delle strisce sottili e un numero variabile di macchie bianche. Le piume della parte bassa dei fianchi e del sottocoda sono di un marrone più opaco, piuttosto chiaro all'estremità. L'iride è marrone. Il becco è nerastro, ma la base e l'estremità del ramo inferiore sono grigiastre. Le zampe sono nerastre.
Le femmine sono più piccole dei maschi e presentano una colorazione leggermente diversa sul dorso. Spesso sono ricoperte da piccole macchie gialle, bianche o color ruggine. Gli esemplari immaturi di ambo i sessi talvolta presentano delle barre rosse o scure sulla parte superiore della coda.

## Distribuzione e habitat
La rallina castana è endemica della Nuova Guinea. Vive in due zone ben distinte nell'ovest e nel centro dell'isola, dai monti Arfak fino ai monti Hindenburg e Vittorio Emanuele. R. r. rubra vive nell'ovest dell'isola, sui monti Arfak e nella penisola del Vogelkop; R. r. klossi è presente sui monti Weyland, Nassau e Orange, nonché sul monte Wilhelmina; infine, R. r. telefolminensis si incontra nel centro dell'isola, sui monti Hindenburg e Vittorio Emanuele, nonché nella località di Tari Gap.
La rallina castana è un uccello terricolo. Vive nelle foreste di montagna ad altitudini comprese tra i 1500 e i 3500 m. A Tari Gap, nel centro dell'isola, si può scorgere facilmente nelle foreste miste di faggi, dove gli alberi hanno il tronco in gran parte ricoperto dal muschio. Nelle zone ove il suo areale si sovrappone a quello della rallina di Forbes (Rallicula forbesi), occupa generalmente quote più elevate.

## Biologia
Non abbiamo praticamente alcuna informazione riguardo al comportamento di questo rallo. Tutto quello che possiamo dire è che è estremamente timido e discreto, inoltre passa completamente inosservato. Tuttavia, dal momento che più maschi possono rispondere al richiamo d'allarme di una femmina che cova, è probabile che in questa specie viga un sistema di riproduzione cooperativo, nel quale i maschi fungono da assistenti. Riguardo all'organizzazione sociale durante la stagione degli amori, si può affermare, pur senza alcuna certezza, che la specie sia monogama.
Quando un esemplare che cova viene sorpreso da un intruso, cerca immediatamente una tattica diversiva per distrarre la sua attenzione. La femmina rimane immobile sul nido, rivolgendo il becco verso il basso se l'intruso si avvicina; poi gira attorno alla zona del nido con le ali abbassate, agitando la coda leggermente estesa. Se il pulcino viene rimosso dal nido, entrambi i genitori iniziano ad assalire l'aggressore emettendo forti richiami d'allarme
La stagione della nidificazione va da ottobre a novembre, dopo la stagione delle piogge. La femmina depone un unico uovo di colore bianco, covato da entrambi i genitori per circa 34 giorni.